# تاكاماتسو (كاغاوا)
مدينة تاكاماتسو (باليابانية: 高松市, كاغاوا-كين) هي المدينة العاصمة لمحافظة كاغاوا في شيكوكو، اليابان. مدينة تاكاماتسو مصنفة على أنها مدينة نواة من قبل الحكومة اليابانية، وهي مدينة ساحلية تقع على بحر سيتو الداخلي، وهي أقرب الموانئ الواقعة على جزيرة شيكوكو من جزيرة هونشو. تضم مدينة تاكاماتسو العديد من مكاتب الشركات الكبرى بالإضافة إلى معظم مكاتب الحكومة في شيكوكو. يبلغ عدد سكان منطقة تاكاماتسو (مدينة تاكاماتسو والمناطق المحيطة) حوالي 670 ألف نسمة مما يجعلها المنطقة السكانية الأكبر في جزيرة شيكوكو.

## معلومات أساسية
تبلغ مساحتها 	375.11 كم مربع، وتعداد سكانها 	419,359 نسمة في عام 2010.

## تاريخ
تأسست المدينة بشكل رسمي في 15 فبراير 1890، وازدهرت بشكل رئيسي في فترة إيدو تحت حكم عشيرة ماتسودايرا التي جعلت من مدينة تاكاماتسو عاصمة المقاطعة. ومنذ افتتاح جسر سيتو الكبير بدأ القطار بنقل الركاب بين مدينتي تاكاماتسو وأوكاياما والذي يعتبر نقطة الوصل الوحيدة للسكة الحديد بين جزيرتي شيكوكو وهونشو. من أهم نقاط الجذب السياحي في المدينة هي حديقة ريتسورين، وقلعة تاكاماتسو التي يعاد بناؤها حاليا.

## اقتصاد
تقع المكاتب الرئيسية لشركة سكك حديد شيكوكو في مدينة تاكاماتسو، بالإضافة إلى المكاتب الفرعية للكثير من الشركات الكبرى في اليابان.

## النقل
ترتبط مدينة تاكاماتسو بشكل جيد بالمناطق الأخرى من جزيرة شيكوكو ومع جزيرة هونشو. حيث ترتبط محطة تاكاماتسو مع محطة أوكاياما في جزيرة هونشو عبر قطار يمر على جسر سيتو الكبير، بالإضافة إلى قطارات تربطها مع المدن الرئيسية في جزيرة شيكوكو وهي ماتسوياما، كوتشي، وتوكوشيما. كما أن مطار تاكاماتسو يسير رحلات يومية إلى المطارات الرئيسية في اليابان.

## في الأدب
يظهر ذكر مدينة تاكاماتسو كمسرح للأحداث لرواية هاروكي موراكامي الشهيرة كافكا على الشاطئ.

## المدن التوائم
تربط مدينة تاكاماتسو علاقة توأمة مدن مع:
- سانت بيترسبرغ، فلوريدا، الولايات المتحدة
- تور، فرنسا
- نانتشانغ، الصين